# Beitun
Pour la ville, voir Beitun (Xinjiang).
Beitun ou district de Beitun (chinois traditionnel : 北屯區 ; pinyin : Běitún Qū ; Wade : Pei3-t'un2 Ch'ü1) est un district de la municipalité de Taichung à Taïwan situé dans sa partie nord. Il recouvre une zone mi-montagneuse et mi-urbaine. Bien que le district de Beitun était autrefois considéré comme une zone rurale, la nouvelle gare de Taiyuan l'a considérablement urbanisé. Le point culminant de la ville de Taichung est situé à Beitun, sur la colline de Douliu culminant à 859 mètres.

## Histoire
Le district était partie intégrante de la ville provinciale de Taichung avant la fusion de cette dernière avec le comté de Taichung pour former la municipalité spéciale de Taichung le 25 décembre 2010.

## Démographie
- Population: 265 497 hab (janvier 2023)
- Densité: 4 214 hab/km²

## Divisions administratives
Le district de Beitun est divisé en 42 villages (里, ou li):
| - Beixing (北 興) - Beitun (北屯) - Sankuan (三光) - Pingtian (平田) - Pinghe (平和) - Ping-an (平安) - Pingde (平德) - Pingsun (平順) - Tongkuang (東光) - Chiushen (舊社) - Shueijing (水景) - Jungong (軍功) - Heping (和平) - Mingzheng (民政) | - Jinzi (廍子) - Dacheng (大坑) - Mingde (民德) - Songzhu (松竹) - Song-an (松安) - Songjia (松茂) - Renhe (仁和) - Renmei (仁一) - Siming (四民) - Houzhuang (后庄) - Tongrong (同榮) - Ren-ai (仁愛) - Shueinan (水湳) - Chengping (陳平) | - Dade (大德) - Xingping (新平) - Dongshan (東山) - Songyong (松勇) - Songqiang (松強) - Beijing (北京) - Pingxing (平心) - Pingfu (平福) - Songhe (松和) - Pingyang (平陽) - Pingchang (平昌) - Pingxing (平興) - Sanhe (三和) - Zhongping (忠平) |

## Éducation
- Université centrale des sciences et des technologies de Taïwan
- Académie Morrison

## Lieux d'intérêts

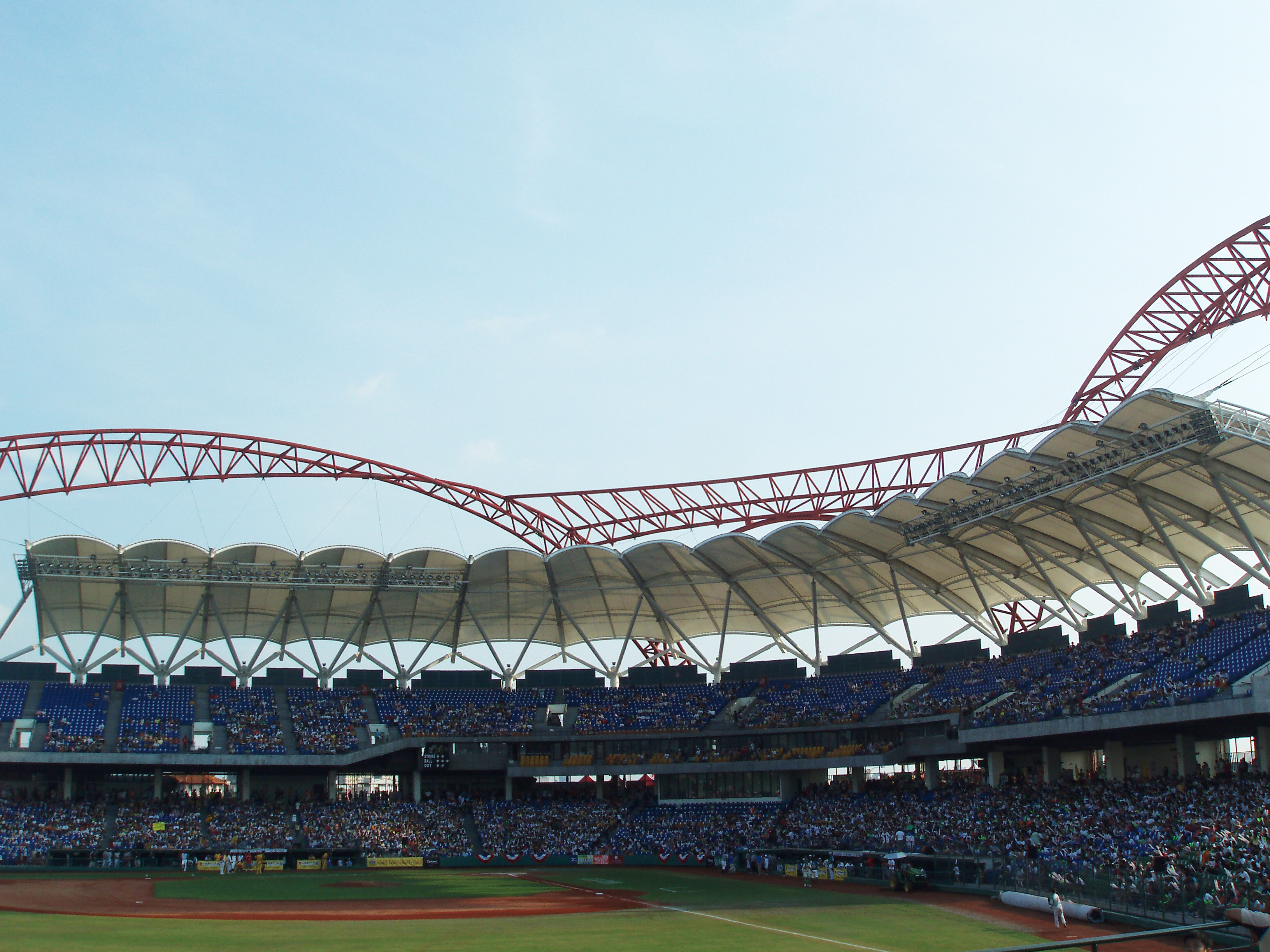
Le stade intercontinental de baseball de Taichung.

- Stade intercontinental de baseball de Taichung

## Attractions touristiques
- Temple Beitun Wenchang

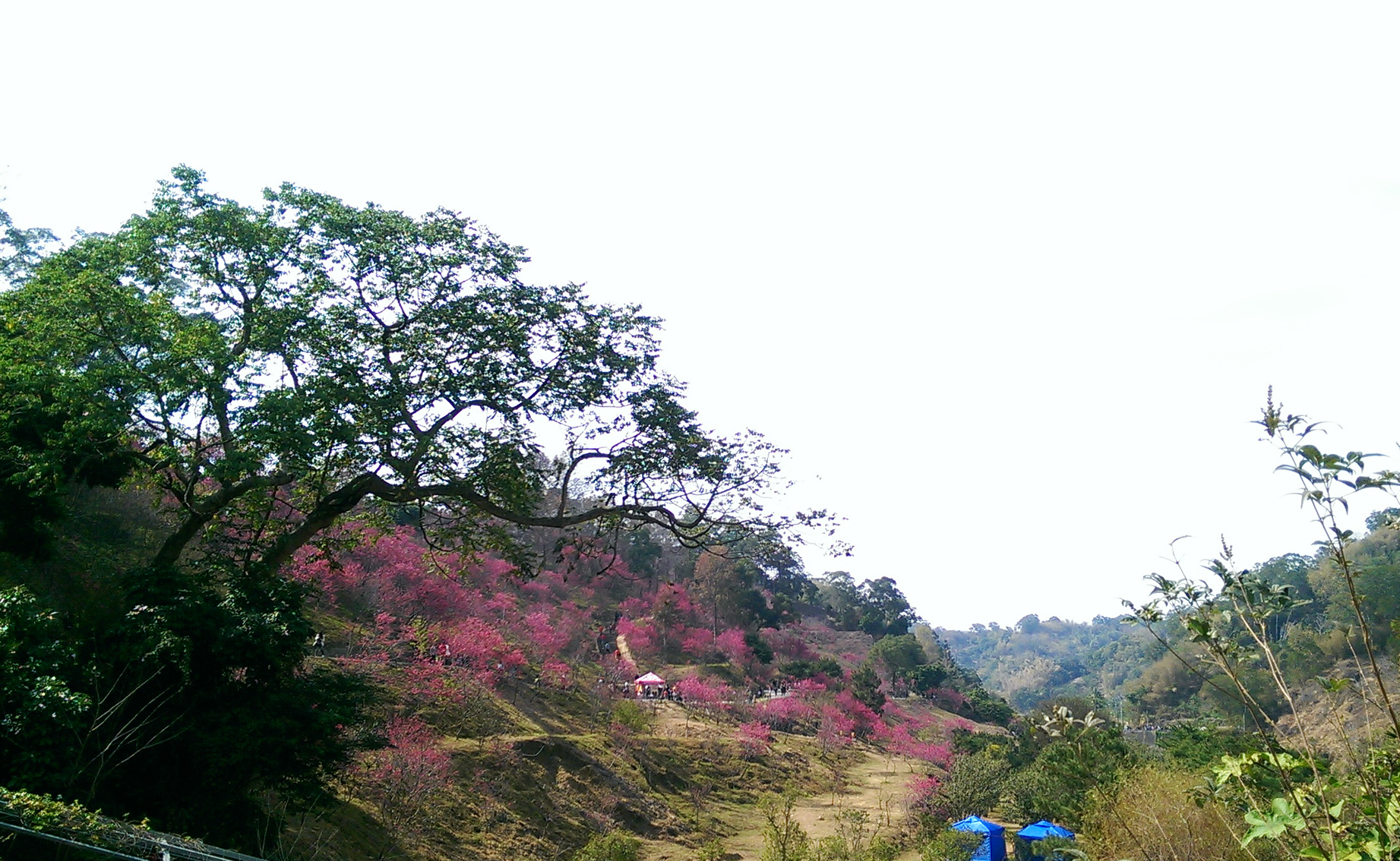
Dakeng

- Sentiers de randonnée et de VTT de Dakeng
- Temple Songzhu
- Parc folklorique de Taichung
- Musée du village militaire de Taichung
- Manoir Yide

## Transport
- Gare de Songzhu
- Gare de Taiyuan

### Métro de Taichung
- Beitun Main
- Jiushe
- Songzhu
- Sihwei Elementary School
- Wenxin Chongde

### Routes
- Route provinciale 1A
- Route provinciale 3
- Route provinciale 74

## Personnalités liées au district
- Dewi Chien, chanteur
- Joe Cheng, mannequin, acteur et chanteur